# Nuorukkarivier
De Nuorukkarivier (Zweeds: Nuorukkajoki) is een rivier die stroomt in de Zweedse gemeente Pajala. De rivier ontstaat uit een tweetal stromen vanuit moerasgebieden. De rivier stroomt oost- en zuidwaarts. Haar oevers blijven onduidelijk, vanwege de omliggende moerassen. Ze stroomt door het Nuorukkajärvi om dan binnen enkele kilometers de Olosrivier in te stromen. Ze is ongeveer 20,5 kilometer lang.
Afwatering: Nuorukkarivier → Olosrivier → Lainiorivier → Torne → Botnische Golf